# Muzeul de Istorie și Arheologie din Constanța

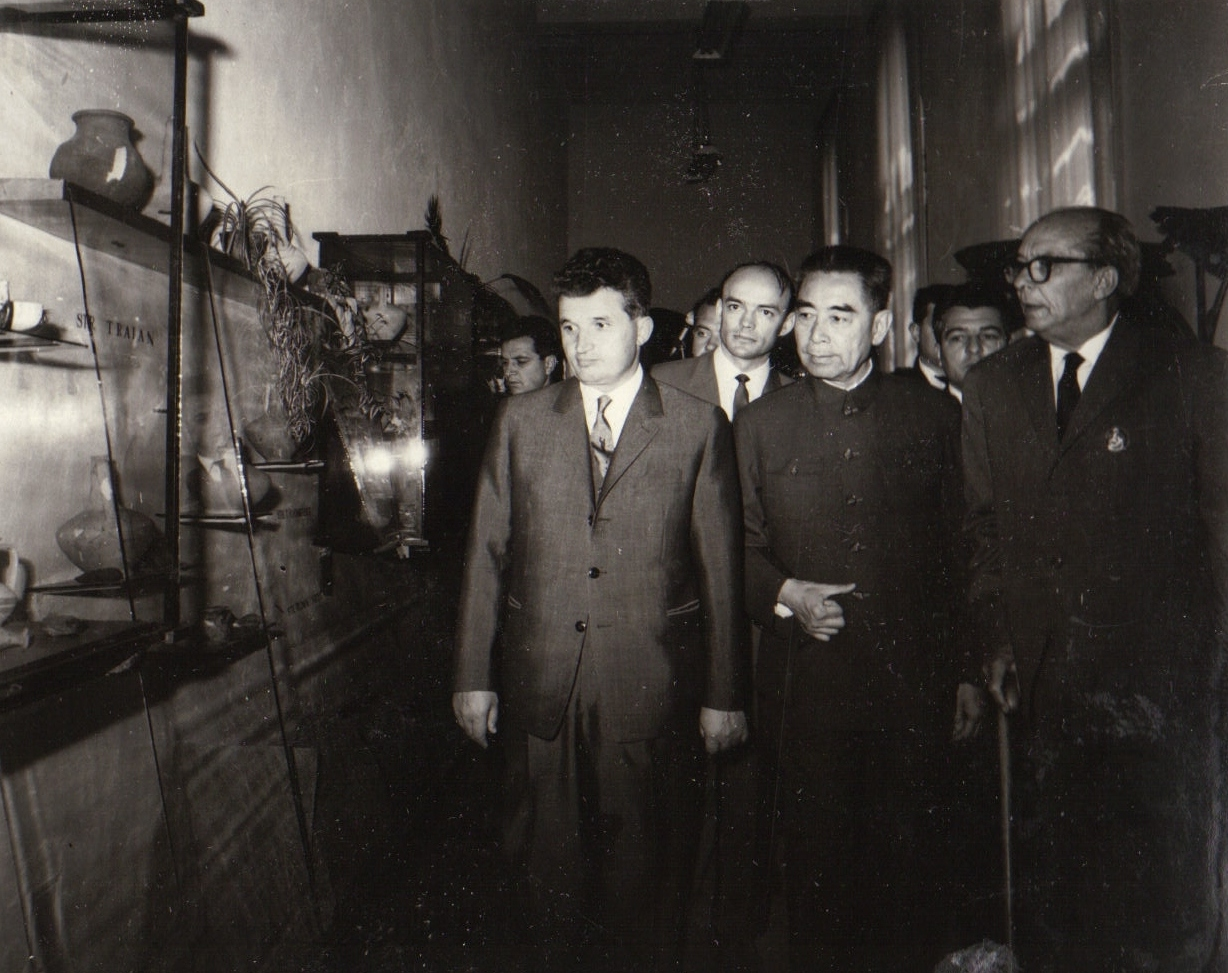
Nicolae Ceaușescu și Ciu Enlai vizitând muzeul în 1966

Muzeul de Istorie și Arheologie din Constanța este un muzeu cu adresa 12 Piața Ovidiu, Constanța, România. 

## Istorie
Încă din 1878, anul în care Vechiul Regat Român a dobândit Dobrogea de Nord, primul său prefect, Remus Opreanu, a propus crearea unui muzeu de arheologie. Acest lucru s-a făcut în curând, în biroul lui Opreanu. După ce clădirea prefecturii a ars în 1882, piesele care au supraviețuit au fost adăpostite în pavilionul grădinii publice. Până în 1911, colecția supraviețuitoare era depozitată la un liceu local. În acel an, Vasile Pârvan, șeful Muzeului Național de Antichități, a scris un raport prin care solicita un muzeu permanent în Constanța; aceasta este considerată cartea sa fondatoare. Din 1912, muzeul a fost amplasat într-un chioșc din parcul orașului. A fost mutat într-o aripă a primăriei în 1928, deschizându-se doi ani mai târziu. Clădirea primăriei, acum cea a muzeului, a fost construită între 1912 și 1921, fiind proiectată de Victor Ștefănescu în stilul neoromânesc.
Prin anii 1930, muzeul devenea aglomerat; donațiile, achizițiile și săpăturile extindeau în mod constant colecția. În 1937, secția de arheologie deținea 272 de articole. În 1957, muzeul a fost reorganizat sub conducerea lui Vasile Canarache și mutat într-o clădire nouă, acum Palatul Arhiepiscopal. Dispunea de spațiu de expoziție, un laborator de restaurare, o bibliotecă specializată și echipamente moderne. În cele din urmă, și acest spațiu a devenit insuficient, deoarece secțiunea de istorie sa oprit odată cu Evul Mediu. În 1977, muzeul s-a mutat în întreaga clădire a primăriei.

## Colecție
Parterul muzeului are două camere cu descoperiri arheologice. Etajul mijlociu descrie istoria antică și medievală a Dobrogei. Etajul cel mai înalt este dedicat istoriei moderne, precum și expozițiilor tematice. Colecția arheologică include 24 de sculpturi (statui și basoreliefuri) găsite în 1962 în timp ce erau săpate fundații pentru o clădire de apartamente. Chiar în acea vară, 300.000 de vizitatori au văzut noua descoperire, care a rămas o chestiune de interes științific. Piesa centrală este un glykon care datează din secolul al II-lea d.Hr.. Sculpturile care îi reprezintă Tyche, divinitatea ocrotitoare a Tomisului (Constanța antică) și pe Pontus, zeul Mării Negre, datează din aceeași perioadă. Un bust al lui Isis și un relief care arată un cavaler trac provin din secolul al III-lea.
Alte obiecte includ o broșă de bronz din secolul al XVIII-lea găsită la Vadu în 1989; un colier din aur și sticlă din secolul al II-lea sau al III-lea de la Mangalia (Callatis), găsit în 1985; un medalion de aur și piatră de la săpătura din 1962; un cercel din aur din secolul al III-lea sau al IV-lea cu pandantiv de capră de la Vama Veche; un inel de aur din secolul al II-lea cu intarsie de piatră prețioasă de la Tomis; și o cruce de aur din secolele al IV-lea cu intarsie de piatră prețioasă găsită la Mangalia în 1983. În cele din urmă, există un mormânt în stil de hipogeu din secolul al IV-lea descoperit la Constanța în 1988. Se remarcă prin valoarea artistică a interiorului pictat, cu elemente atât ale religiei grecești antice, cât și ale creștinismului.

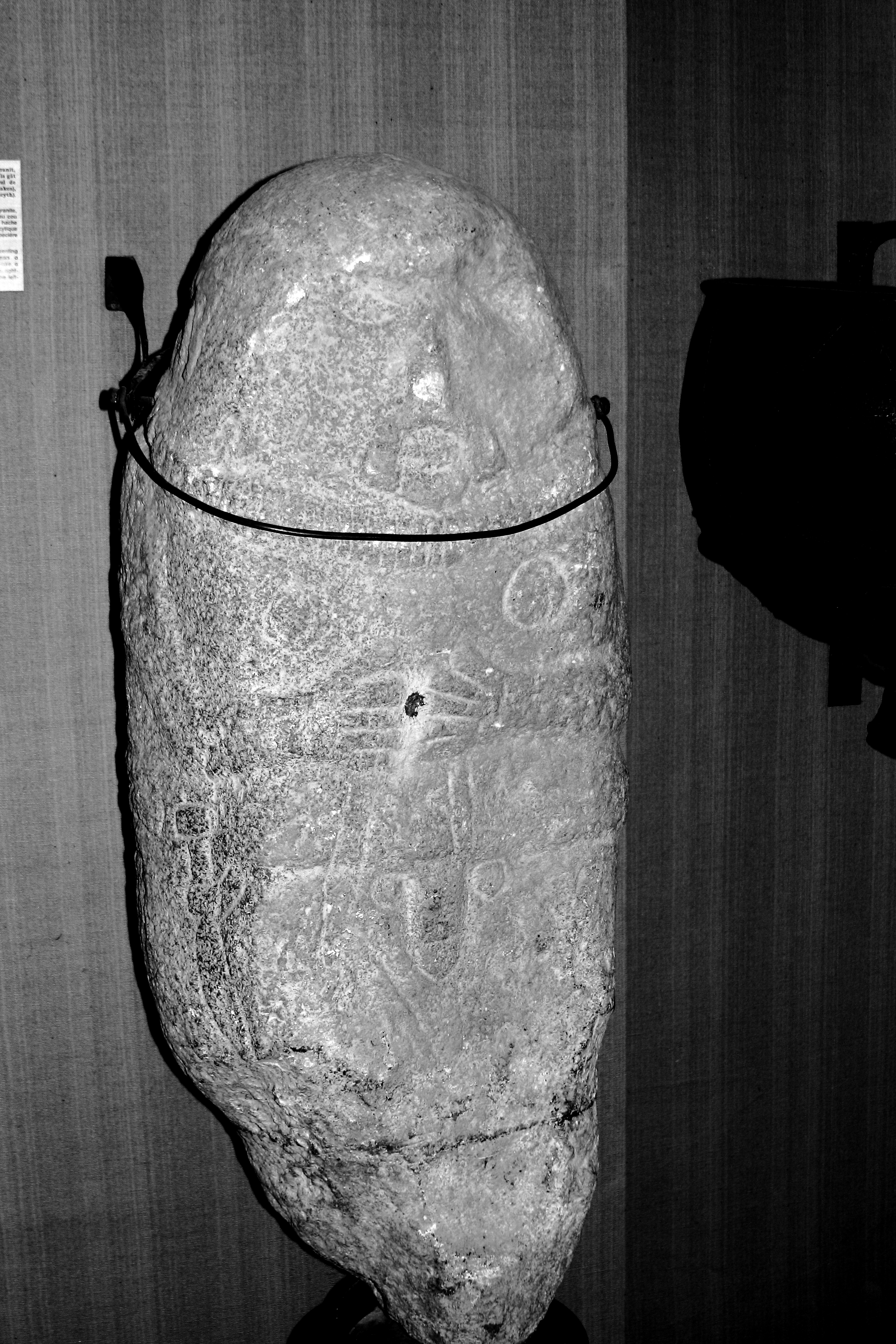
Statuie scită; prima Epocă a Fierului; piatră; de la Sibioara (Județul Constanța, România)
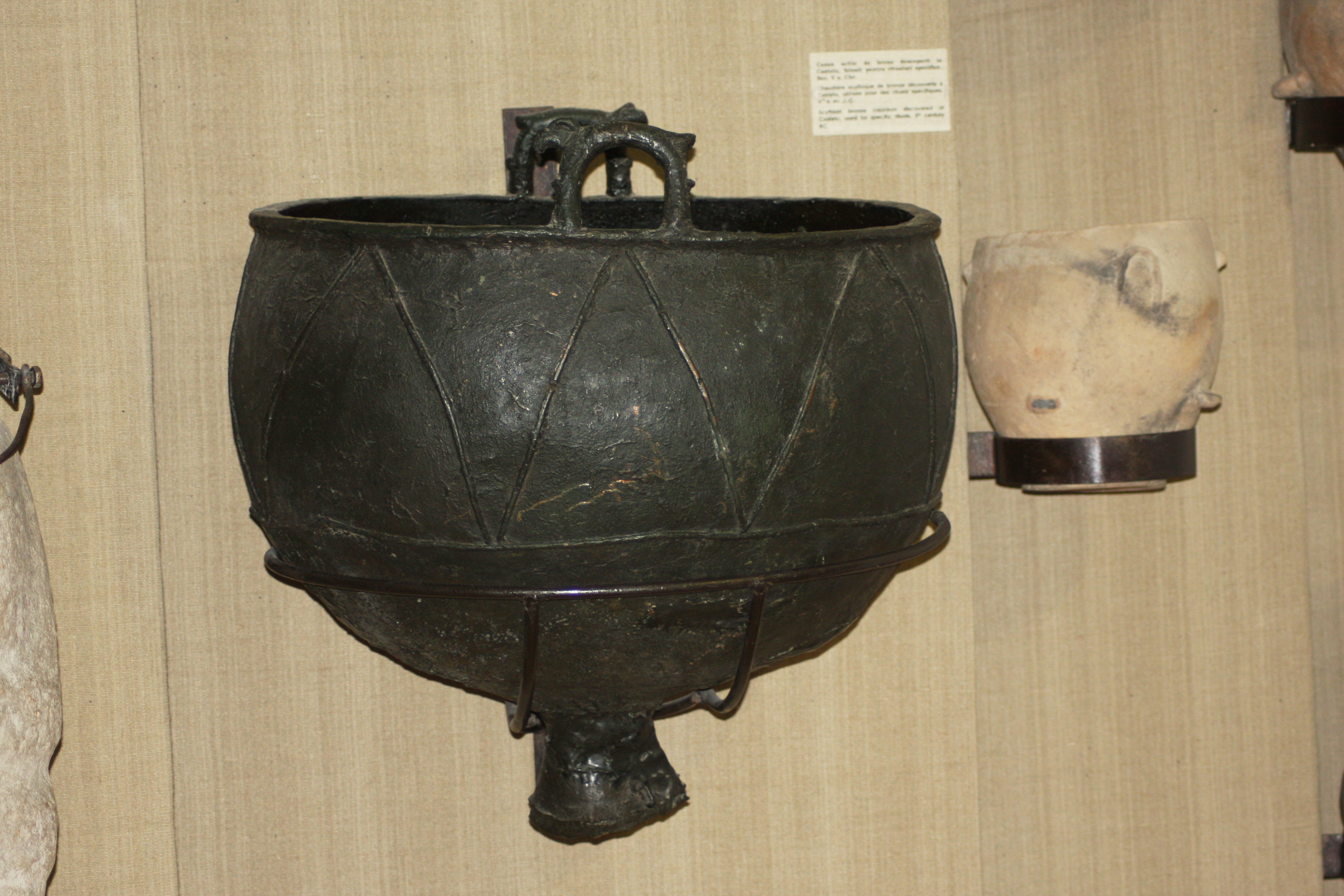
Bol scit; secolele al V-lea-al IV-lea î.Hr.; bronz; de la Castelu (aproape de Medgidia, Județul Constanța)
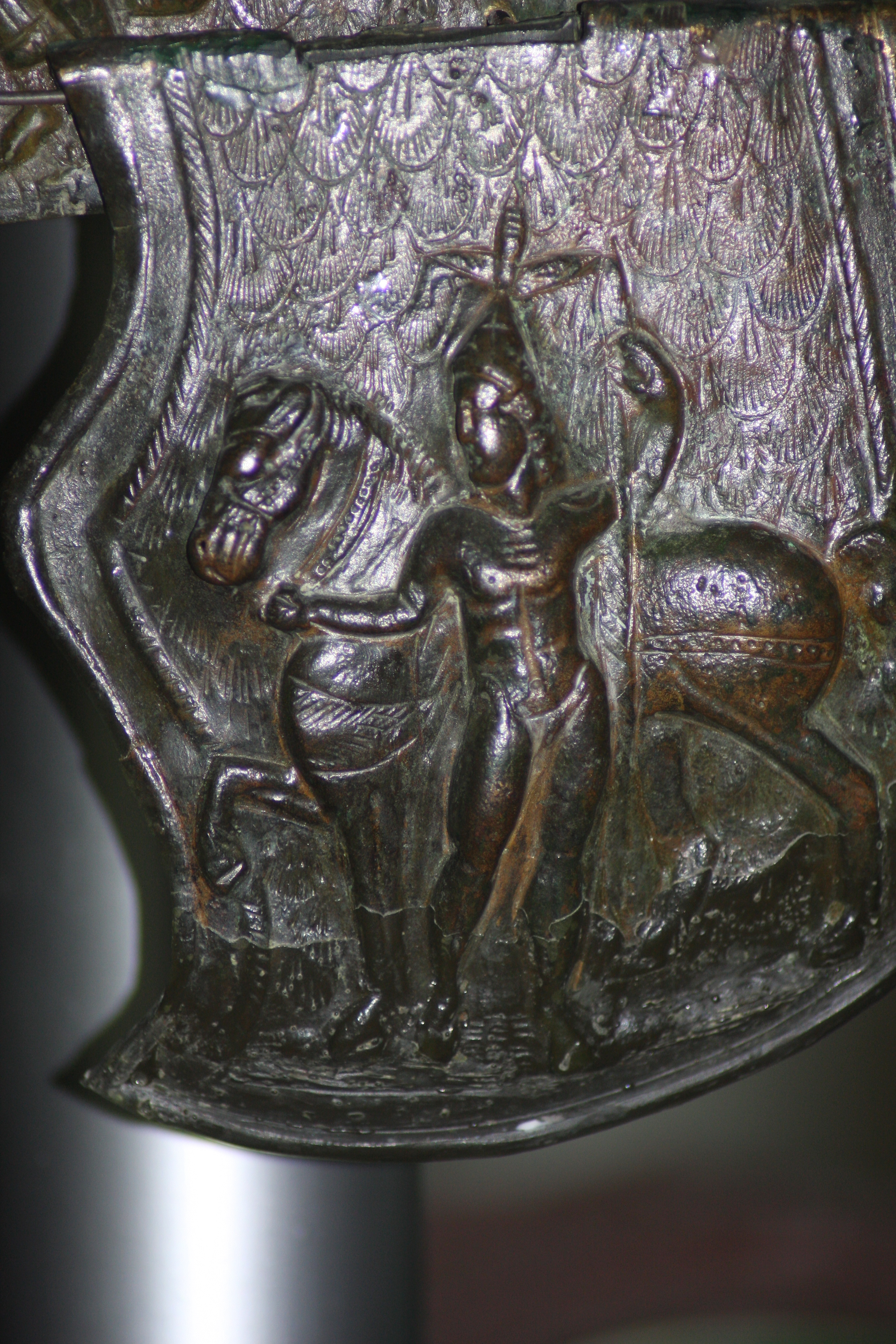
Fragment din apărătoarea de ureche a unui coif de paradă; secolul I d.Hr.; bronz; de la Ostrov
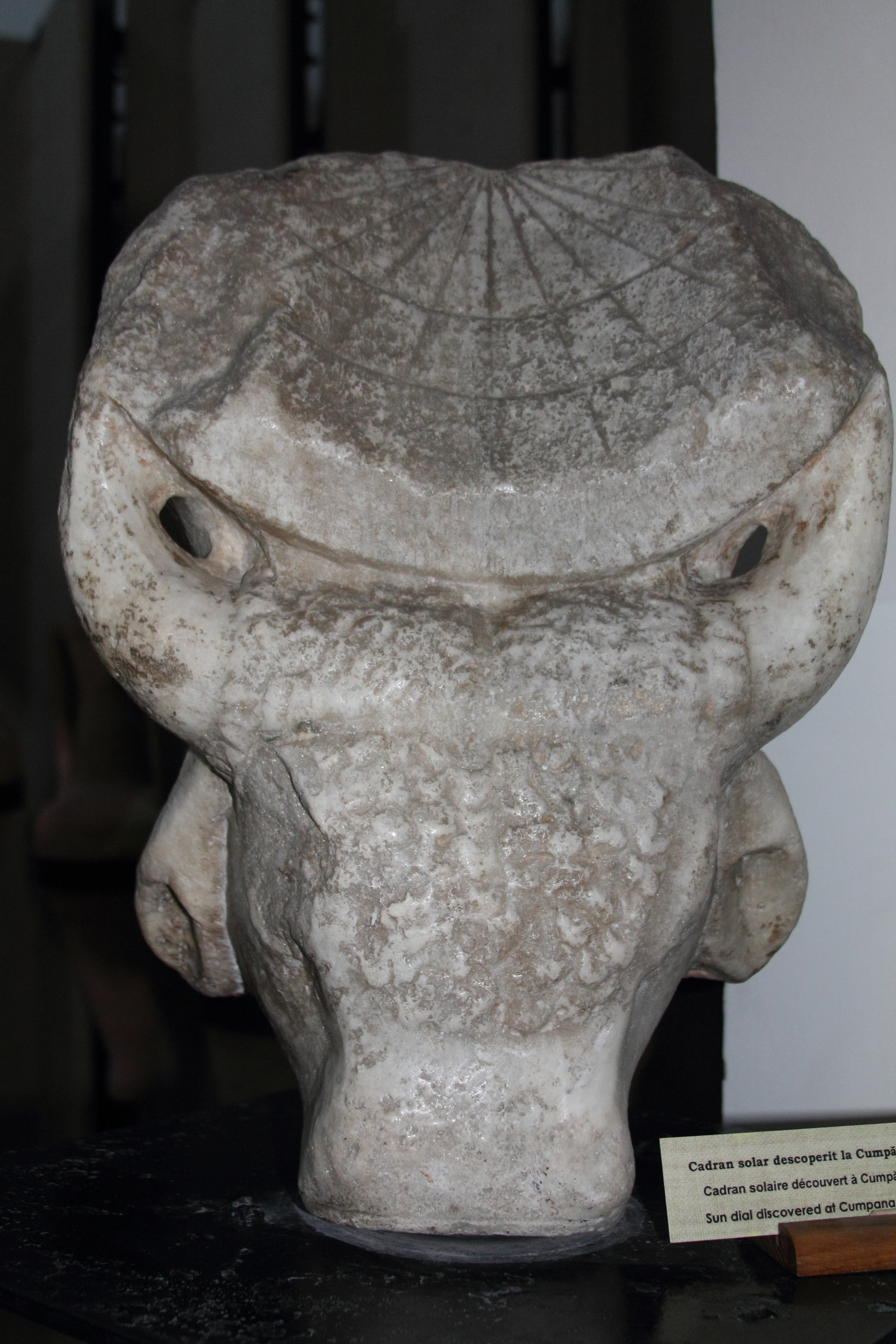
Cadran solar roman; secolele I-al II-lea; marmură; de la Cumpăna (Județul Constanța)
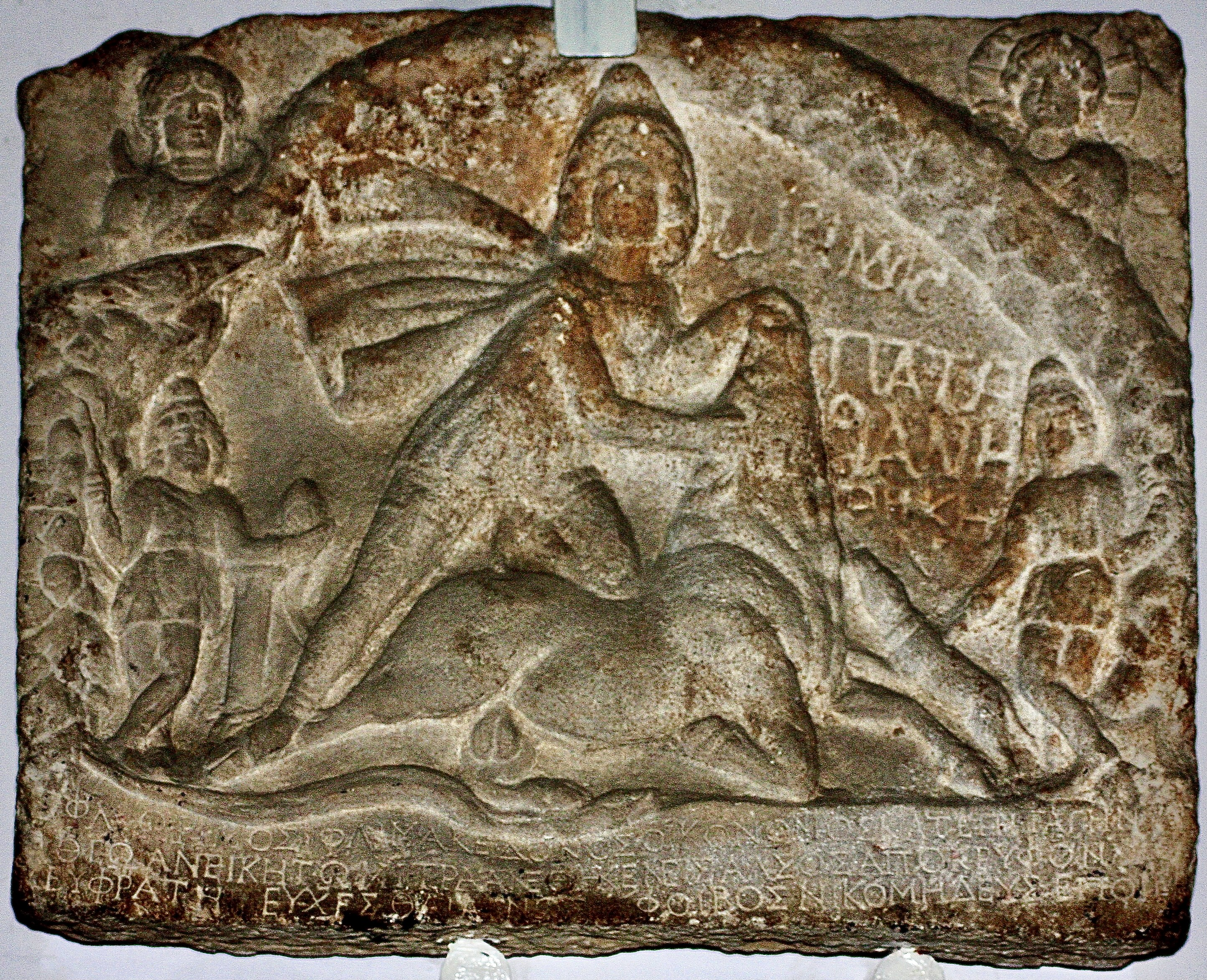
Basorelief mithriac; secolele I-al II-lea; din Peștera Adam (Gura Dobrogei, Județul Constanța)
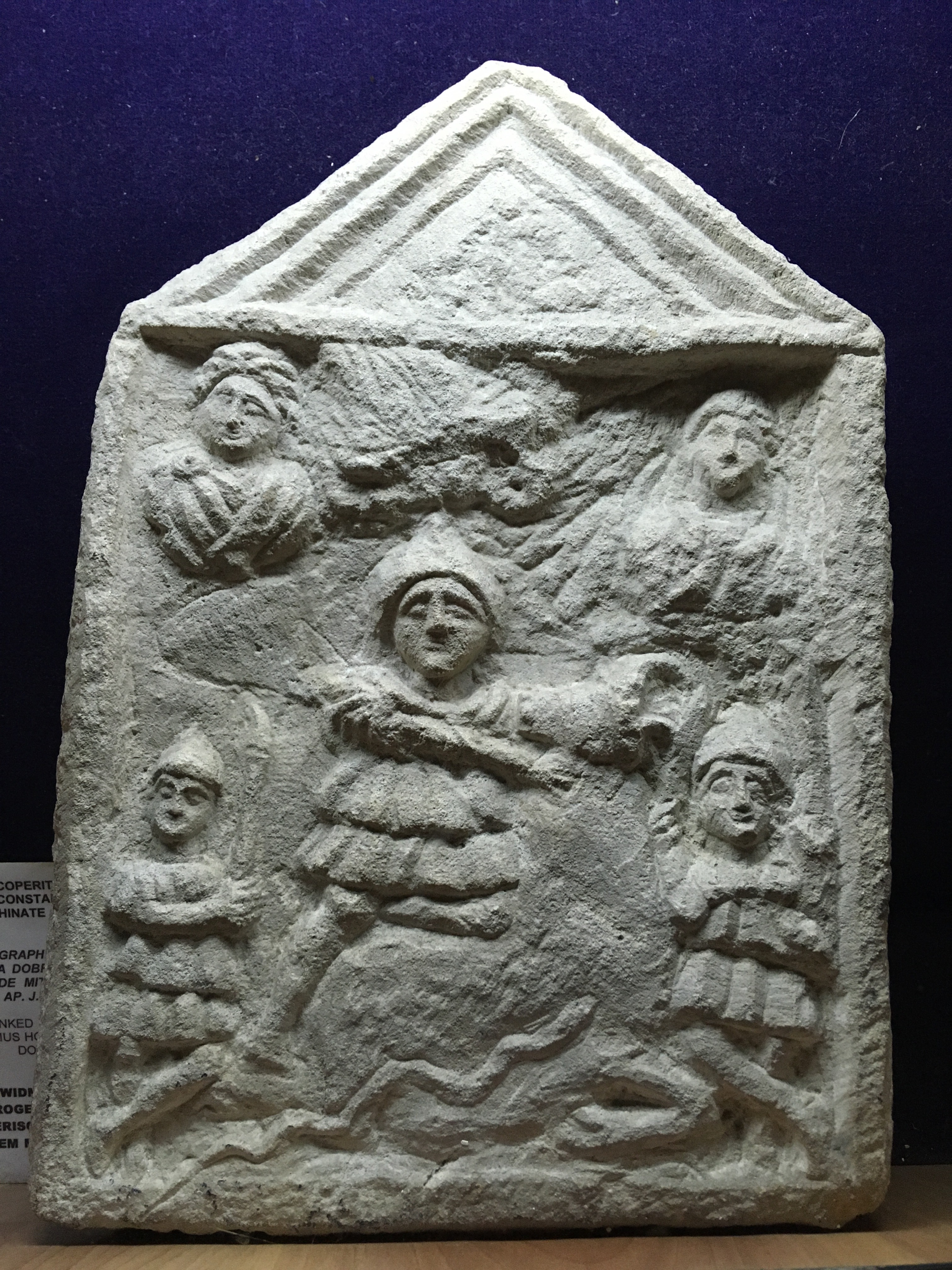
Basorelief mitrhriac; secolele I-al II-lea; din Peștera Adam
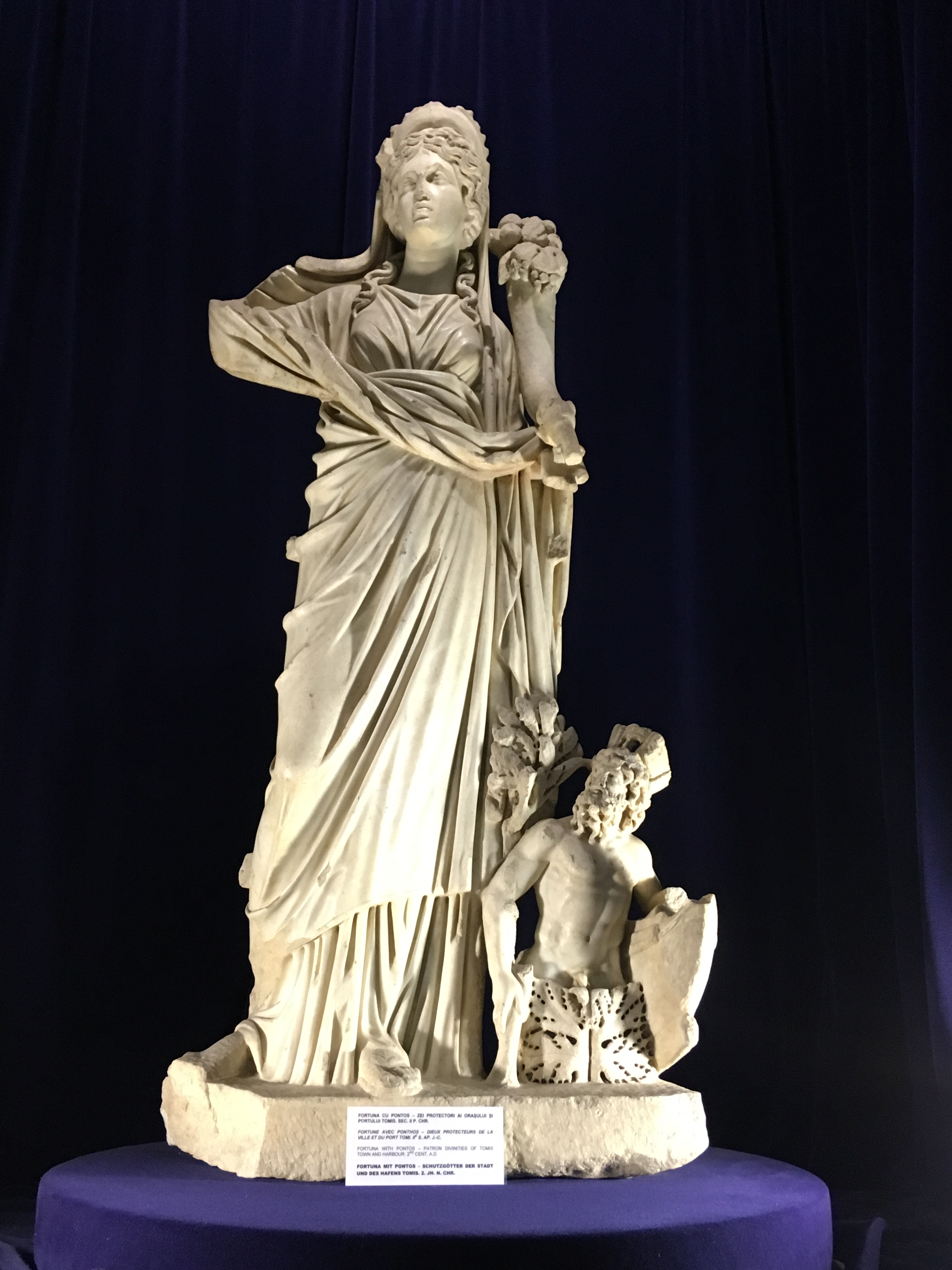
Fortuna cu Pontus; secolul al II-lea; marmură; înălțime: 1,55 m
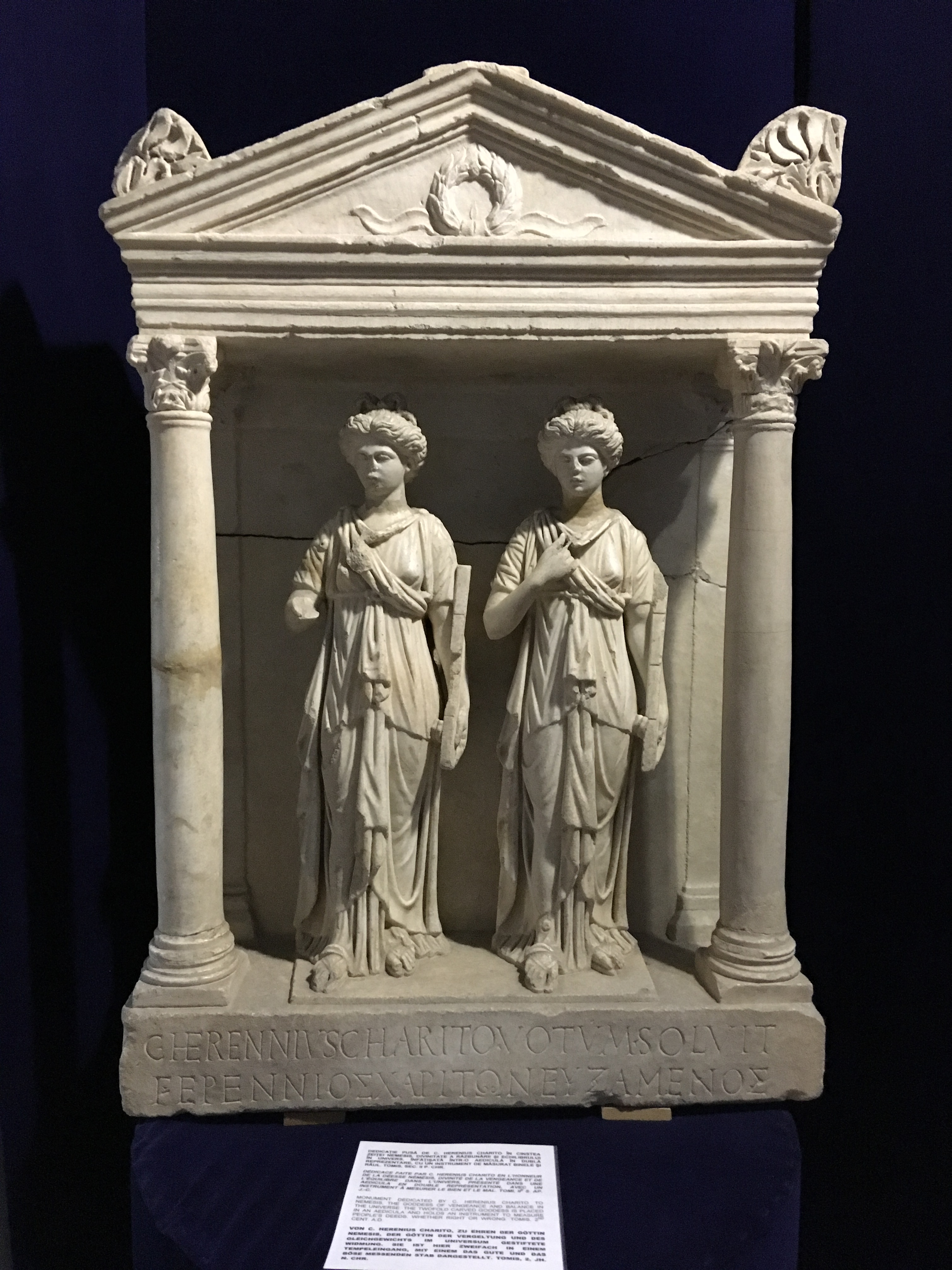
Ediculă cu două statui feminine înăuntru, reprezentând zeița greacă antică Nemesis; marmură; înălțime: 1,05 m, lățime: 0,5 m, adâncime: 0,285 m
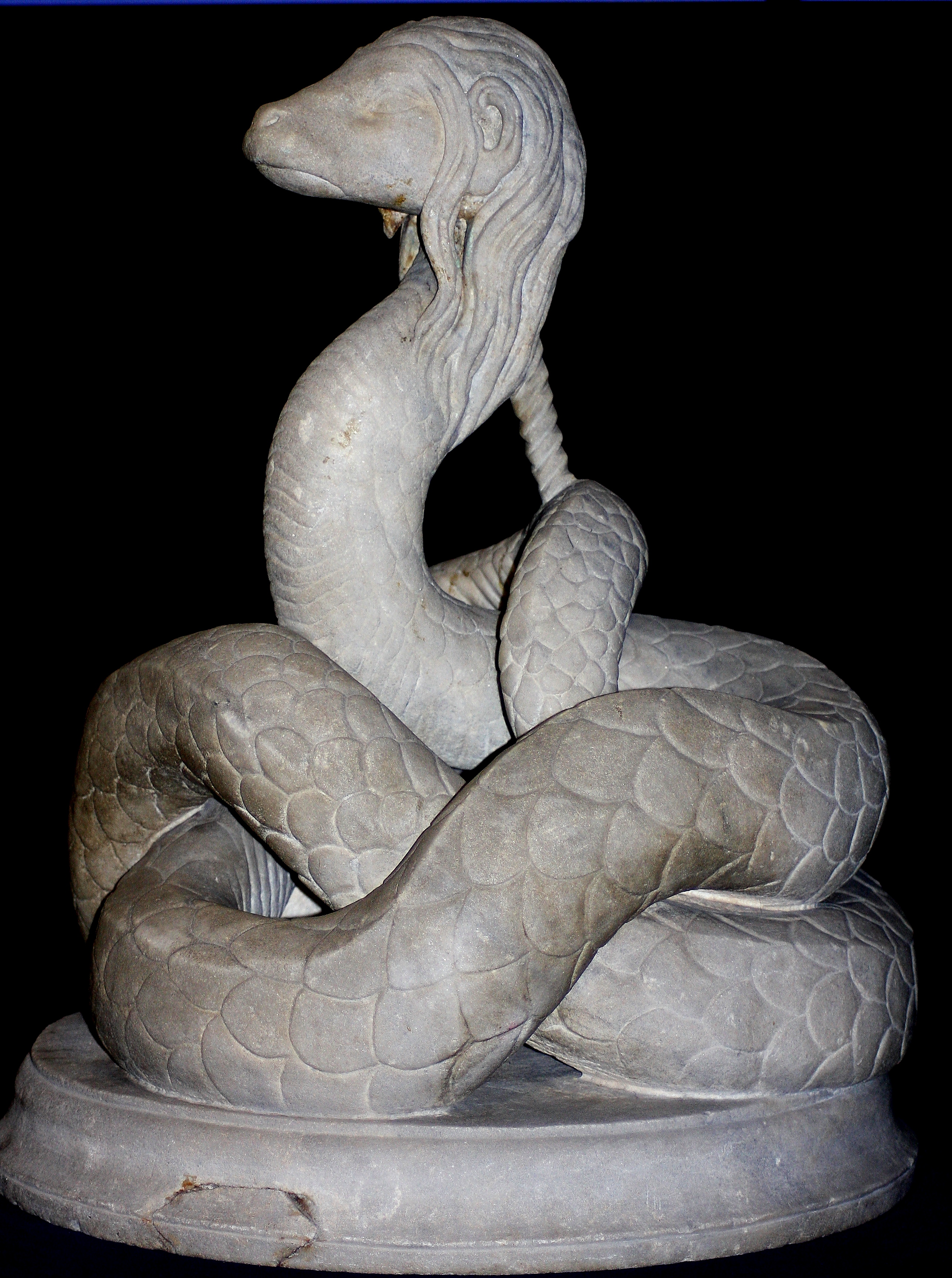
Statuie a lui Glycon; secolul al II-lea târziu; marmură; înălțime: 0,66 m
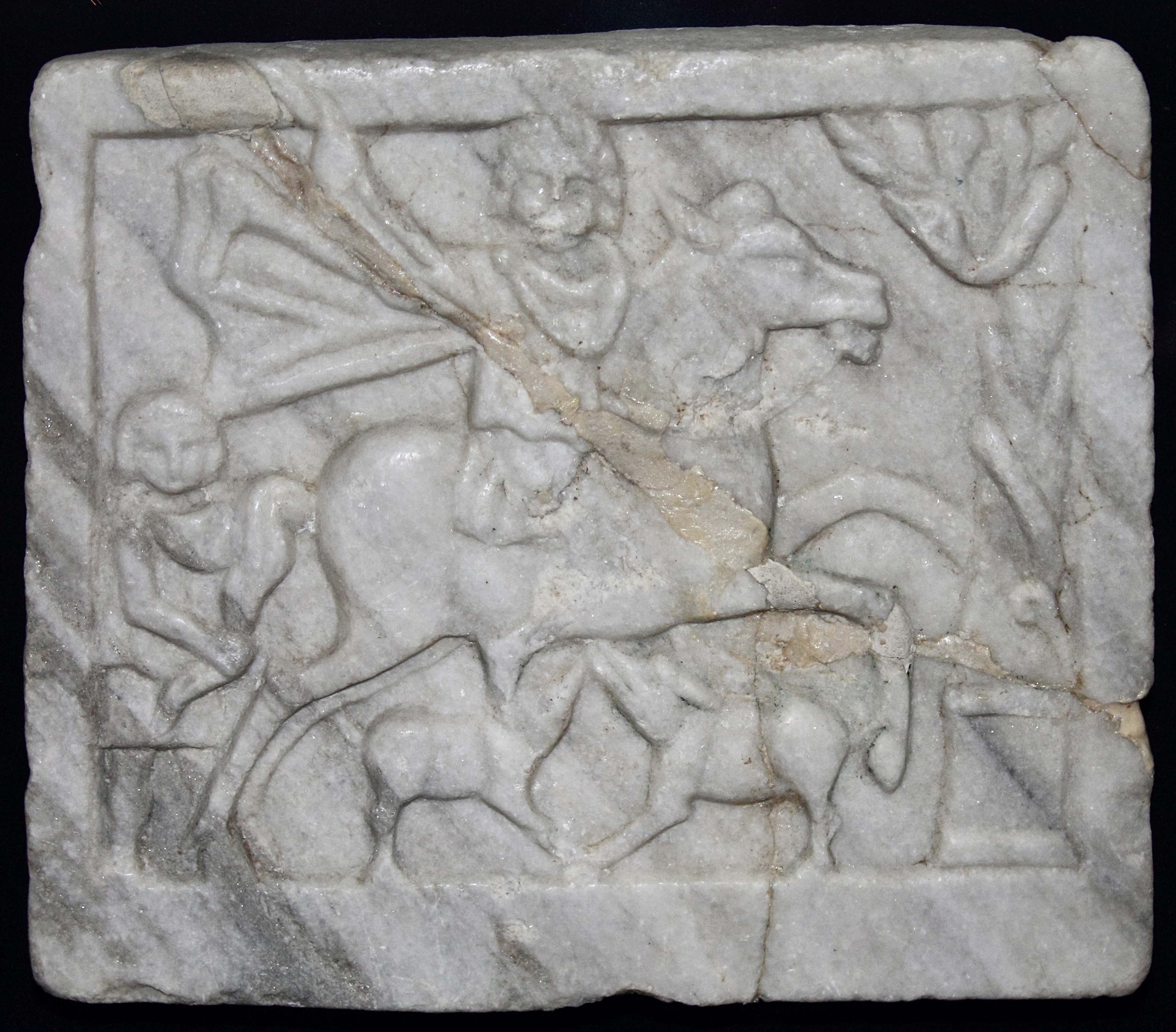
Basorelief cu un cavalerul trac; secolul al III-lea; marmură; înălțime: 0,22 m, lățime: 0,225 m, adâncime: 0,032 m
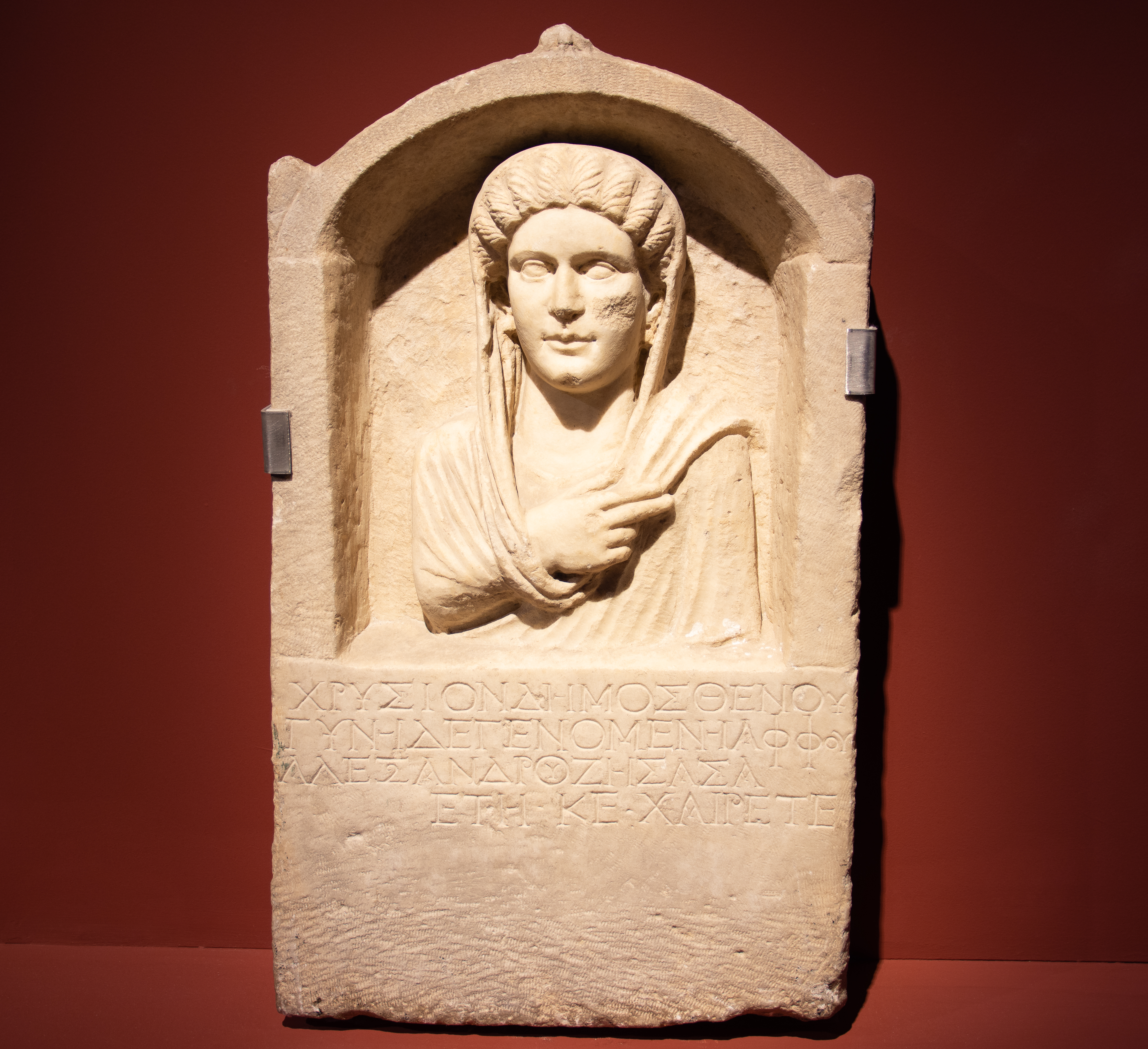
Stelă funerară; secolele al III-lea-al IV-lea; marmură
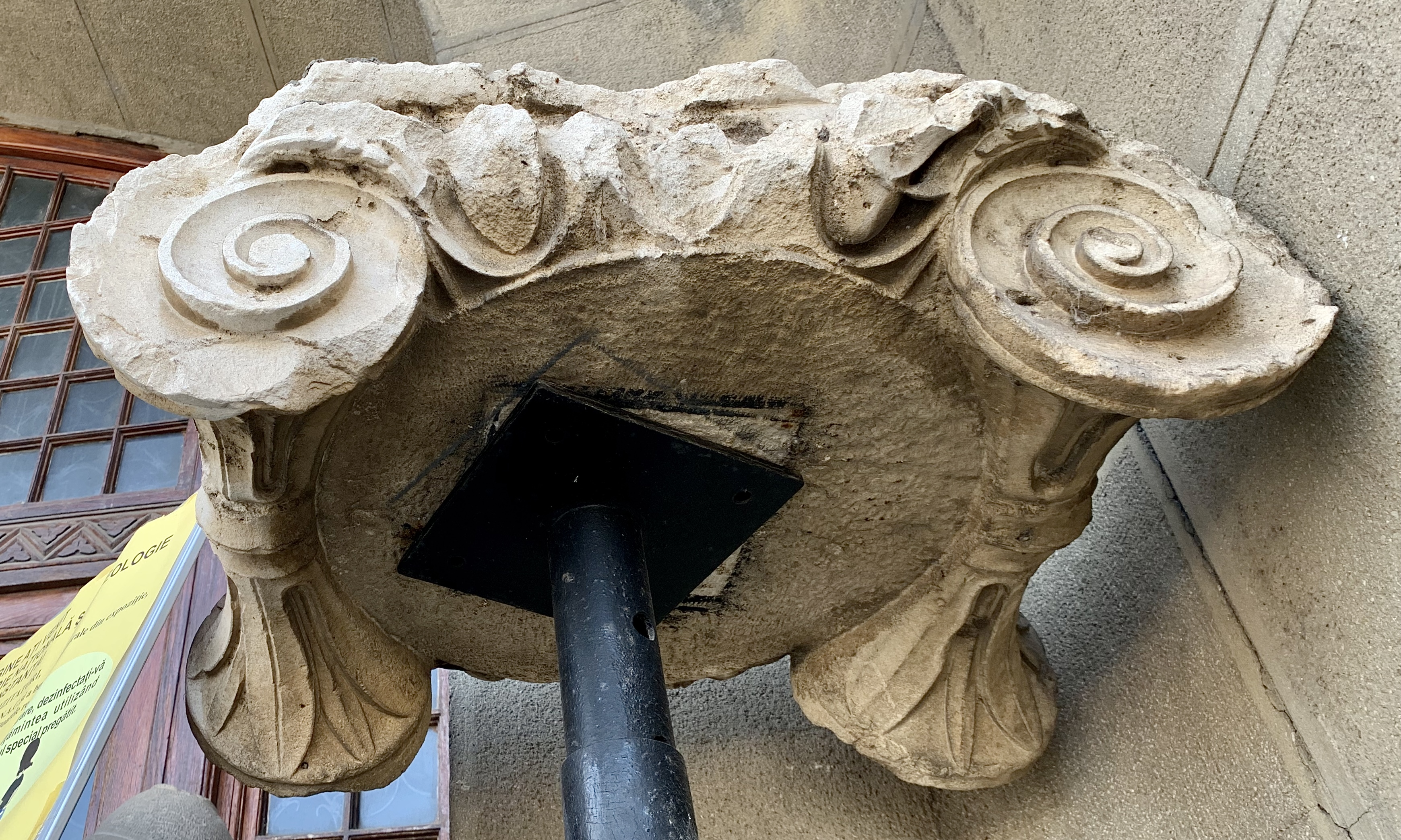
Capitel ionic expus lângă intrarea muzeului

## Clădire
Clădirea muzeului a fost proiectată ca primărie de arhitectul Victor Ștefănescu. Prințul Ferdinand a pus piatra de temelie în mai 1912. Construcția a fost oprită în 1913, repornită în vara anului 1914, apoi oprită din nou în timpul Primului Război Mondial. Construcția a fost inaugurată în iulie 1921. Pe lângă funcția sa politică și administrativă, a găzduit la subsol o sală pentru bere, cu loc pentru 300 de clienți; precum și o cafenea și o patiserie într-o aripă de la parter și un restaurant în cealaltă aripă.
Structura e în stilul neoromânesc, cu o logie, coloane și ferestre mici. La momentul construcției sale, a fost criticat pentru costul excesiv și pentru blocarea vântului de la mare, creând o insulă de căldură. Clădirea este listată ca monument istoric de Ministerul Culturii și Cultelor din România.